# Kristin Hildebrand
Kristin Lynn Hildebrand também conhecida como Kristin Richards (Provo, 30 de junho de 1985) é uma jogadora de voleibol estadunidense. Em 2015 ganhou a medalha de ouro no Pan de Toronto contra a Seleção Brasileira de Voleibol.